# 基奇克加拉德拉西
基奇克加拉德拉西（或翻译为小加拉德拉西），阿塞拜疆共和国舒沙区下辖的一个村。

## 历史
苏联时期，该村隶属于阿塞拜疆苏维埃社会主义共和国纳戈尔诺-卡拉巴赫自治州舒沙区，名为“基洛夫”（俄语：Киров），也称“库纳申”。
1991年，纳戈尔诺-卡拉巴赫自治州宣布独立为纳戈尔诺-卡拉巴赫共和国，但阿塞拜疆共和国方面并不承认纳戈尔诺-卡拉巴赫共和国的合法姓，在宣布撤销纳戈尔诺-卡拉巴赫自治州后，该村隶属于直属中央的舒沙区。2004年12月14日，阿塞拜疆将该村由基洛夫更名为“基奇克加拉德拉西”，隶属于加拉德拉西乡。
在1991年第一次纳戈尔诺-卡拉巴赫战争期间，该村最终被亚美尼亚军队占领，并同其所在的舒沙区一道被划入宣布独立的纳戈尔诺-卡拉巴赫共和国，并被改称为“欣申”，隶属于舒沙区，主要居民为亚美尼亚族。2020年第二次納戈爾諾-卡拉巴赫戰爭后，
根据亚美尼亚、阿塞拜疆和俄罗斯共同签署的停火协议，该村被划入由俄罗斯维和部队控制的拉钦走廊，拉钦走廊是纳戈尔诺-卡拉巴赫与亚美尼亚之间保留的唯一通道。
2023年纳戈尔诺-卡拉巴赫攻势后，该村被阿塞拜疆收复，当地亚美尼亚族居民迁离。

## 历史文化遗产
村庄及其周围的历史遗产包括中世纪商队旅馆“保伦海德”（Փուլեն Գլուխ）、一座建于1658年的教堂以及19世纪的圣母教堂（Սուրբ Աստվածածին）。

## 经济文化
该村居民主要从事农业和畜牧业。截至2015年，该村有一座行政楼、一座文化馆、一所学校和一所医疗中心。

## 人口统计
2005年，该村有 176 名居民，2015年有190名居民。